# Національний театр (Бразилія)
15°47′32″ пд. ш. 47°52′49″ зх. д. / 15.792107° пд. ш. 47.880344° зх. д.

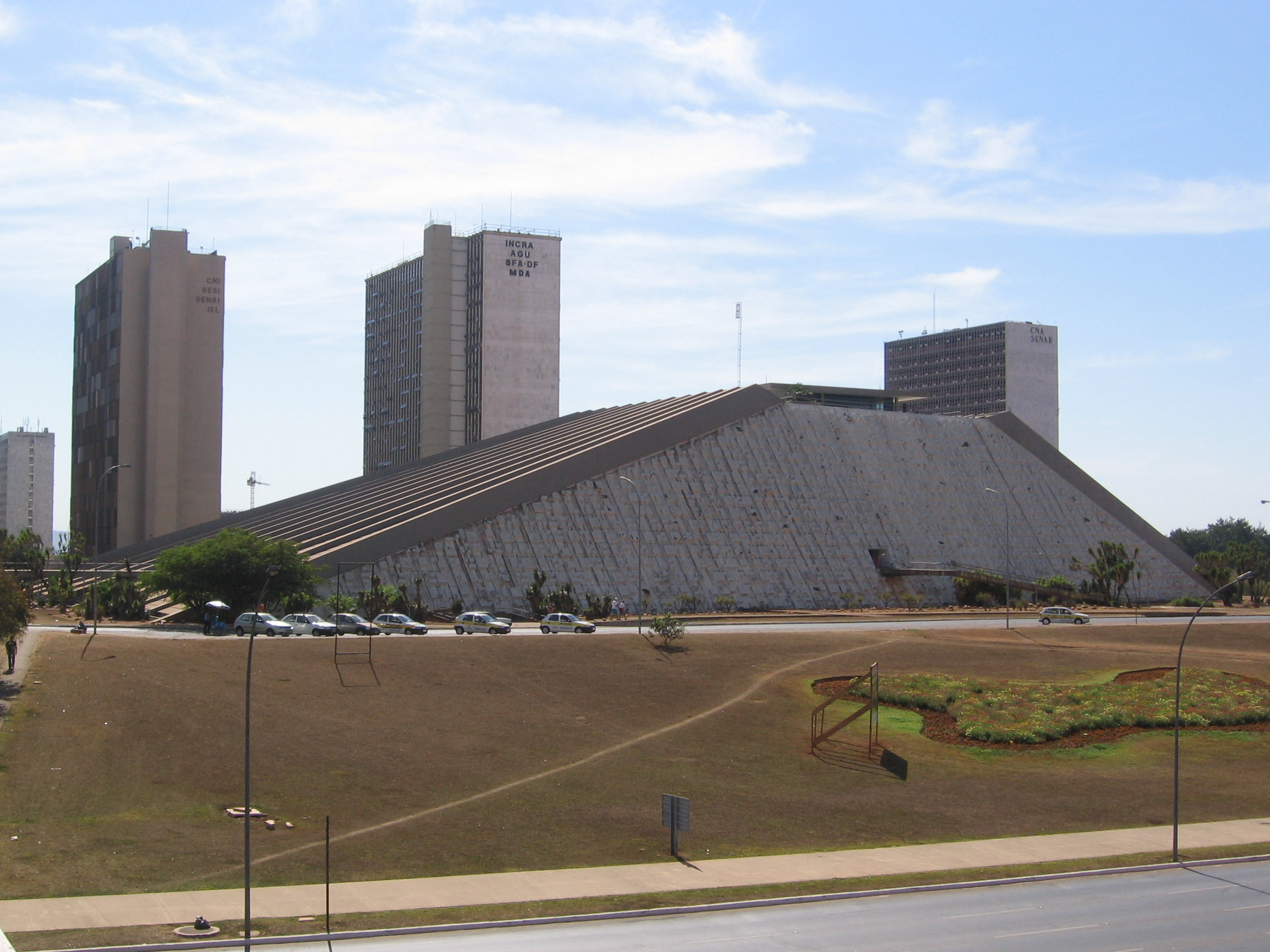
Національний театр імені Клаудіу Сантору. Сайт http://www.cultura.df.gov.br/teatro-nacional-claudio-santoro/

Національний театр імені Клаудіу Сантору (порт. Teatro Nacional Cláudio Santoro) — театр у Бразиліа, названий на честь відомого диригента та композитора, який заснував оркестр театру у 1979 році та керував ним до своєї смерті у 1989 році.
Як і багато інших будівель столиці Бразилії, будівля збудована за проектом Оскара Німеєра в стилі модернізму. Будівництво театру тривало з липня 1960 року до кінця 1966 року, але вже за десять років після відкриття почалася реконструкція, що тривала до 1981 року.
У будівлі театру — три зали. Малий зал Nepomuceno названий на честь Алберта Непомусена, композитора і диригента і вміщує всього 60 осіб. Друга зала, на 407 глядачів, має ім'я Martins Pena на честь відомого драматурга Мартінса Пени. Найбільший зал на 1407 місць має назву Villa-Lobos на згадку про Ейтора Вілла-Лобоса, одного з найвідоміших класичних композиторів Латинської Америки.